# Bartolomeo Calderara

Stemma dei Calderari

Bartolomeo Calderari (meglio noto come Calderara; Milano, 1747 – 3 gennaio 1806) è stato un funzionario italiano.

## Biografia
Nato a Milano in un'antica famiglia del patriziato milanese, fu figlio del marchese Antonio e di Margherita Litta Visconti, definita da Pietro Verri "donna sensibilissima e virtuosissima con un corpo difettoso", alla quale Bartolomeo, scrive Verri, era "affezionatissimo". Alla morte del padre, nel 1756, ereditò giovanissimo il titolo e i feudi aviti di Turano con Belvignate e Paderno, oltre ad altre sostanziose rendite.
Frequentò il gruppo dei fratelli Verri, di Cesare Beccaria e del Caffè.
Nel 1778, fu tra i quattro « Cavalieri associati », titolari della gestione del Nuovo Regio Ducal Teatro, oggi noto come Teatro alla Scala.
Massone, Bartolomeo Calderara fu membro della Loggia milanese "La Concordia", fondata nel 1783 da Johann Joseph Wilczek, dove risulta come Maestro deputato in una lista degli iscritti del 1787.
Fece parte del Consiglio dei quaranta nominato da Napoleone Bonaparte nel gennaio 1797, con l'incarico di rivedere i conti della passata amministrazione, e della nuova Società di pubblica istruzione. Membro, in seguito, della Consulta legislativa della seconda Cisalpina, partecipò come notabile del dipartimento di Olona ai Comizi di Lione.
In gioventù intrattenne una chiacchierata relazione con Teresa Blasco, prima moglie del Beccaria.
Grande scalpore suscitò anche il suo successivo matrimonio con la ballerina Vittoria Peluso, detta Pelosina. 
Giuseppe Parini, per l'occasione, dedicò agli sposi il sonetto intitolato Il pomo che a le nozze di Peleo.
Ai due coniugi si deve il restauro di Villa del Garrovo (ora d'Este) a Cernobbio, di cui è ancora testimonianza il Viale dell'Ercole, un grande viale di cipressi che costeggia le fontane della villa. Dopo la morte del marito, dovuta forse a complicazioni sorte per una vecchia ferita da duello, la marchesa erediterà le sue sostanze e sposerà in seconde nozze il generale Domenico Pino.